# Landkreis Mittelsachsen
Der Landkreis Mittelsachsen ist ein Landkreis im Freistaat Sachsen, der im Zuge der sächsischen Kreisreform 2008 zum 1. August 2008 entstanden ist.
Der Kreis erstreckt sich auf dem Gebiet der vorherigen Landkreise Döbeln, Freiberg und Mittweida. Er grenzt im Westen an den Landkreis Altenburger Land (Freistaat Thüringen), im Südwesten an den sächsischen Landkreis Zwickau und die kreisfreie Stadt Chemnitz, im Süden an den sächsischen Erzgebirgskreis und an Tschechien, im Osten an die sächsischen Landkreise Sächsische Schweiz-Osterzgebirge und Meißen, im Norden an den Landkreis Nordsachsen und im Nordwesten an den Landkreis Leipzig. Der Sitz des Landkreises Mittelsachsen ist in Freiberg.

## Geografie
Der Landkreis reicht vom Mittelsächsischen Hügelland im Norden über das Erzgebirgsvorland bis zu den Höhen des Osterzgebirges. Den Norden durchschneidet die A 14 zwischen Leisnig und Döbeln, südlich davon die A 4 zwischen Frankenberg und Siebenlehn. Im Osten markiert unter anderem der Tharandter Wald und nach Westen hin das Tal der Zwickauer Mulde bei Penig sowie die kreisfreie Stadt Chemnitz den Rand des Landkreises. Nach Süden reicht der Landkreis bis an den Erzgebirgskamm, über den auch die Grenze zwischen Deutschland und Tschechien verläuft.
In diesem Landkreis bzw. unmittelbar außerhalb der Kreisgrenzen befinden sich nach verschiedenen Methoden errechnete Mittelpunkte des Freistaates und des ehemaligen Königreiches Sachsen.
Die Höhen der im nördlichen Teil leicht gewellten Hochfläche jedoch im südlichen Teil bewegteren Landschaft reichten von 140 m ü. NN (Tal der Freiberger Mulde bei Leisnig als tiefster Punkt) bis 855 m über NN (an der Grenze zu Tschechien bei Neuhausen im Erzgebirge als höchster Punkt). Die größte Erhebung ist mit 837 m der Kohlberg, einen km westlich vom höchsten Punkt gelegen.
Die wichtigsten Gewässer sind die Zwickauer und die Freiberger Mulde, die Zschopau mit der Talsperre Kriebstein, die Bobritzsch, die Striegis mit ihren Quellflüssen Große und die Kleine Striegis, die Gimmlitz mit der Talsperre Lichtenberg sowie die Flöha mit der Talsperre Rauschenbach. Die Flüsse, meist noch als Oberlauf oder Mittellauf, sind mit ihren windungsreichen und nach Norden hin stark ausgeprägten Kerb- und Kerbsohlentälern in das umliegende Gelände eingeschnitten. Somit stellten sie von je her bis in das 19. Jahrhundert hinein für die west-östlich verlaufenden Verkehrswege ernsthafte Hindernisse dar, während sie in Nord-Süd-Richtung Zugang zum Gebirge boten. Der Kreis hat in seinem südlichen Teil Anteil am Naturpark Erzgebirge/Vogtland.
Bemerkenswert sind die auf den alten Erzgängen aufsitzenden, heute noch sichtbaren Bergbauhalden, die so genannten Züge zwischen Halsbrücke, Freiberg und Brand-Erbisdorf. Kunstteiche und Kunstgräben um Freiberg, Brand-Erbisdorf und Großhartmannsdorf stellten mit ihrem Graben- und Röschensystem die Wasserversorgung und -entsorgung des Erzbergbaus jahrhundertelang sicher, darunter der Rothschönberger Stolln, der Brander und Freiberger Bergbau über die Triebisch zur Elbe hin entwässerte.
Kreisübergreifend war zu Beginn des 21. Jahrhunderts mit den Städten Nossen im Landkreis Meißen, Roßwein, Großschirma, den Städten Freiberg und Brand-Erbisdorf eine Zone der Verstädterung tendenziell im Entstehen. Diese umfasste 2004 etwa 75.000 Einwohner.
Im Norden des Kreises ist das Land, das sich an die Lößzone der Lommatzscher Pflege anschließt, von Ackerflächen, Wiesen und Wäldern bedeckt. Die geoökologische Grenze zwischen Hügelland und Bergland liegt ungefähr auf der Linie Seifersdorf – Großschirma – Sand – Oberschaar – Herrndorf – Landberg im Tharandter Wald (Weißeritzkreis). Auf den steinigen Hochebenen wächst überwiegend Fichtenwald, an den steilen Talhängen vorwiegend Laubwald. Je weiter man nach Süden kommt, umso mehr nimmt der Anteil der Ackerbauflächen ab, es dominieren Bergwiesen und ganz im Süden in Nähe der im Winter schneesicheren, rauen Kammlagen findet sich geschlossener Fichtenwald. Die Böden setzen sich im Norden aus Lößen und Lehmen und nach Süden hin mehr und mehr aus Verwitterungsböden zusammen.
Siehe auch: Liste der Landschaften in Sachsen, Liste der Gewässer in Sachsen, Liste von Bergen in Sachsen, Naturräume in Sachsen
Naturschutz
Im Landkreis befinden sich 23 FFH–Gebiete mit einer Gesamtfläche von 12.285 ha, 8 SPA–Gebiete mit einer Gesamtfläche von 11.636 ha, 16 Naturschutzgebiete mit einer Gesamtfläche von 1.890 ha, 20 Landschaftsschutzgebiete mit einer Gesamtfläche von 59.000 ha, 217 Flächennaturdenkmale mit einer Gesamtfläche von 485 ha, 94 Naturdenkmale zum Schutz von 257 Einzelbäumen und 1 Naturpark mit einer Gesamtfläche von 18.036 ha (Stand Januar 2018).

## Bevölkerung
| Jahr | Einwohner |
| ---- | --------- |
| 2008 | 335.797   |
| 2009 | 332.236   |
| 2010 | 328.342   |
| 2011 | 320.062   |
| 2012 | 317.204   |
| 2013 | 314.591   |
| 2014 | 312.711   |
| 2015 | 312.450   |
| 2016 | 310.505   |
| 2017 | 308.153   |
| 2018 | 306.158   |
| 2020 | 301.474   |
| 2021 | 299.329   |
| 2022 | 300.639   |
| 2023 | 300.308   |

Stand: 31. Dezember des jeweiligen Jahres

## Politik

### Kreistag
Der aktuelle Kreistag des Landkreises Mittelsachsen wurde am 9. Juni 2024 gewählt. Der Landkreis Mittelsachsen ist dabei in 14 Kreistags-Wahlkreise aufgeteilt, von denen im ehemaligen Landkreis Döbeln drei, im ehemaligen Landkreis Freiberg sechs und im ehemaligen Landkreis Mittweida fünf liegen. Die 98 Sitze im Kreistag verteilen sich folgendermaßen auf die einzelnen Parteien. Weiterhin ist der amtierende Landrat im Kreistag stimmberechtigt.
| Sitzverteilung nach der Wahl 2024Insgesamt 98 Sitze - BSW: 3 - DIE LINKE.: 5 - SPD: 7 - GRÜNE: 3 - FDP: 2 - FW: 17 - RBV: 1 - WiFF: 1 - CDU: 26 - AfD: 30 - FS: 3 | Fraktionen nach der Konstituierung (Stand: 16. August 2024)Insgesamt 98 Sitze - Linke: 5 - SPD: 7 - FW: 18 - CDU/FDP/RBV: 29 - AfD: 30 - fraktionslos: 9 |

Die Wahlergebnisse der vergangenen drei Wahlen zeigt die folgende Tabelle:

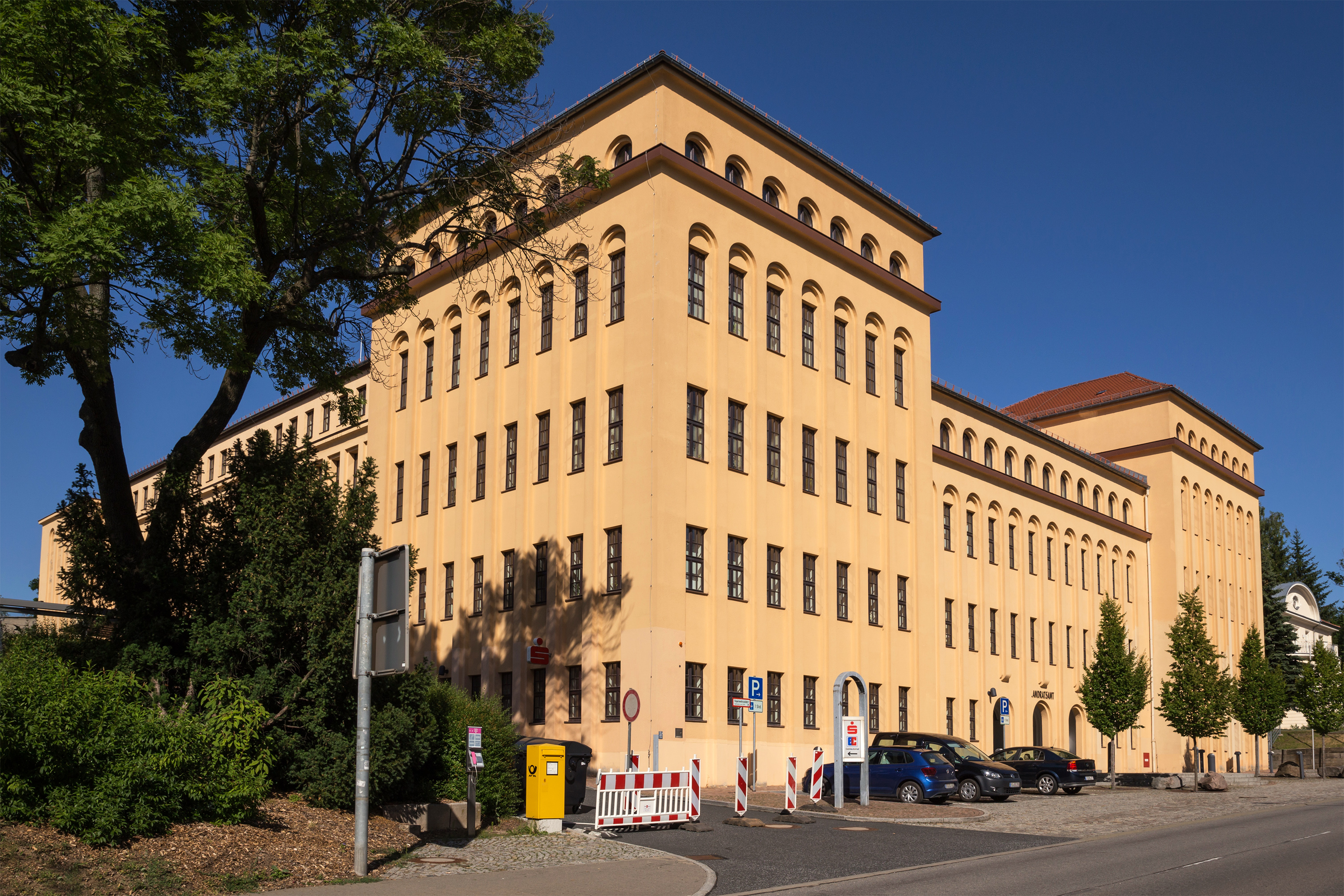
Landratsamt in Freiberg

| Parteien und Wählergemeinschaften | Parteien und Wählergemeinschaften           | Prozent 2024 | Sitze 2024 | Prozent 2019 | Sitze 2019 | Prozent 2014 | Sitze 2014 | Prozent 2008 | Sitze 2008 |
| --------------------------------- | ------------------------------------------- | ------------ | ---------- | ------------ | ---------- | ------------ | ---------- | ------------ | ---------- |
| AfD                               | Alternative für Deutschland                 | 30,3         | 30         | 22,0         | 22         | 4,2          | 4          | –            | –          |
| CDU                               | Christlich Demokratische Union Deutschlands | 26,7         | 26         | 27,8         | 28         | 42,2         | 42         | 41,3         | 43         |
| FW                                | Freie Wähler Mittelsachsen                  | 17,1         | 17         | 16,5         | 16         | 9,4          | 9          | –            | –          |
| SPD                               | Sozialdemokratische Partei Deutschlands     | 6,6          | 7          | 8,9          | 9          | 12,1         | 12         | 13,2         | 13         |
| DIE LINKE.                        | DIE LINKE.                                  | 5,5          | 5          | 11,1         | 11         | 16,2         | 16         | 18,5         | 19         |
| FS                                | Freie Sachsen                               | 3,3          | 3          | –            | –          | –            | –          | –            | –          |
| GRÜNE                             | Bündnis 90/Die Grünen                       | 3,3          | 3          | 5,5          | 5          | 4,3          | 4          | 2,6          | 2          |
| FDP                               | Freie Demokratische Partei                  | 2,2          | 2          | 5,1          | 5          | 6,0          | 6          | 9,6          | 9          |
| BSW                               | Bündnis Sahra Wagenknecht                   | 2,8          | 3          | –            | –          | –            | –          | –            | –          |
| RBV                               | Regionalbauernverband Erzgebirge            | 1,3          | 1          | 2,2          | 2          | 1,8          | 1          | 1,6          | 1          |
| WiFF                              | Wählerinitiative Flöha-Falkenau             | 0,8          | 1          | –            | –          | –            | –          | –            | –          |
| NPD                               | Nationaldemokratische Partei Deutschlands   | –            | –          | 1,0          | –          | 3,8          | 3          | 4,7          | 4          |
|                                   | Sonstige                                    | 0,2          | 0          | –            | –          | –            | –          | 8,5          | 8          |
| Gesamt                            | Gesamt                                      | 100          | 98         | 100          | 98         | 100          | 98         | 100          | 98         |
| Wahlbeteiligung                   | Wahlbeteiligung                             | 68,6 %       | 68,6 %     | 63,6 %       | 63,6 %     | 51,5 %       | 51,5 %     | 48,0 %       | 48,0 %     |

### Landrat
- 2002–2015: Volker Uhlig (CDU)
- 2015–2022: Matthias Damm (CDU)
- 2022–2024: Dirk Neubauer (parteilos)
- seit 2025: Sven Krüger (parteilos)

Bei der Landratswahl am 7. Juni 2015 erreichte der ehemalige Mittweidaer Oberbürgermeister Matthias Damm (CDU) die absolute Mehrheit der Stimmen (65,7 %).
Bei der Landratsstichwahl am 3. Juli 2022 setzte sich Dirk Neubauer, der Bürgermeister Augustusburgs, als parteiloser Kandidat mit 55,6 % der gültigen Stimmen durch, nachdem er im Vorjahr aus der SPD ausgetreten war. Neubauer kündigte im Juli 2024 seinen vorzeitigen Rücktritt an, der zum 30. September 2024 erfolgte. Seitdem übte der erste Beigeordnete Lothar Beier die Amtsgeschäfte aus.
Bei der Neuwahl am 26. Januar 2025 wurde Sven Krüger, der Oberbürgermeister von Freiberg, mit 50,3 % der gültigen Stimmen zum Landrat gewählt.
| Bewerber fett: Amtsinhaber              | Vorschlag                             | Stimmen                               | Anteil in %                           | gewählt                               | Stimmen                              | Anteil in %                          | gewählt                              |
| erster Wahlgang                         | erster Wahlgang                       | erster Wahlgang                       | erster Wahlgang                       | erster Wahlgang                       | zweiter Wahlgang                     | zweiter Wahlgang                     | zweiter Wahlgang                     |
| 26. Januar 2025 Wahlbeteiligung: 54,2 % |                                       |                                       |                                       |                                       |                                      |                                      |                                      |
| Sven Krüger                             | Freie Wähler/CDU                      | 65.606                                | 50,3                                  | x                                     |                                      |                                      |                                      |
| Jens Tamke                              | AfD                                   | 44.420                                | 34,0                                  |                                       |                                      |                                      |                                      |
| Mario Rolf Lorenz                       | SPD                                   | 08.605                                | 06,6                                  |                                       |                                      |                                      |                                      |
| Cindy Reimer                            | Die Linke                             | 07.650                                | 05,9                                  |                                       |                                      |                                      |                                      |
| Stefan Trautmann                        | Freie Sachsen                         | 04.253                                | 03,3                                  |                                       |                                      |                                      |                                      |
| 12. Juni 2022 Wahlbeteiligung: 48,5 %   | 12. Juni 2022 Wahlbeteiligung: 48,5 % | 12. Juni 2022 Wahlbeteiligung: 48,5 % | 12. Juni 2022 Wahlbeteiligung: 48,5 % | 12. Juni 2022 Wahlbeteiligung: 48,5 % | 3. Juli 2022 Wahlbeteiligung: 36,6 % | 3. Juli 2022 Wahlbeteiligung: 36,6 % | 3. Juli 2022 Wahlbeteiligung: 36,6 % |
| Dirk Neubauer                           | Neubauer                              | 48.920                                | 41,4                                  | keiner: 2. Wahlgang nötig             | 50.108                               | 55,6                                 | ×                                    |
| Sven Liebhauser                         | CDU                                   | 35.442                                | 30,0                                  | keiner: 2. Wahlgang nötig             | 18.364                               | 20,4                                 |                                      |
| Rolf Weigand                            | AfD                                   | 33.954                                | 28,7                                  | keiner: 2. Wahlgang nötig             | 21.685                               | 24,1                                 |                                      |
| 7. Juni 2015 Wahlbeteiligung: 42,0 %    |                                       |                                       |                                       |                                       |                                      |                                      |                                      |
| Matthias Damm                           | CDU                                   | 69.880                                | 65,7                                  | ×                                     |                                      |                                      |                                      |
| Marika Tändler-Walenta                  | Die Linke                             | 36.414                                | 34,3                                  |                                       |                                      |                                      |                                      |
| 8. Juni 2008 Wahlbeteiligung: 48,0 %    |                                       |                                       |                                       |                                       |                                      |                                      |                                      |
| Volker Uhlig                            | CDU                                   | 66.676                                | 50,0                                  | ×                                     |                                      |                                      |                                      |
| Jens Stahlmann                          | Die Linke                             | 25.980                                | 19,5                                  |                                       |                                      |                                      |                                      |
| Simone Violka                           | SPD                                   | 17.348                                | 13,0                                  |                                       |                                      |                                      |                                      |
| Konrad Felber                           | FDP                                   | 10.307                                | 07,7                                  |                                       |                                      |                                      |                                      |
| Hartmut Krien                           | NPD                                   | 07.687                                | 05,8                                  |                                       |                                      |                                      |                                      |
| Dan Fehlberg                            | Grüne                                 | 05.314                                | 04,0                                  |                                       |                                      |                                      |                                      |

1. ↑  Ein zweiter Wahlgang wird nötig, wenn kein Kandidat im ersten Wahlgang die absolute Mehrheit erzielt und damit direkt gewählt ist. Im zweiten Wahlgang ist die relative Mehrheit für die Wahl zum Landrat ausreichend. Bewerber, die im ersten Wahlgang antreten, können vor dem zweiten Wahlgang ihre Kandidatur zurückziehen. Ein zweiter Wahlgang wurde bisher nur 2022 erforderlich.

### Beigeordnete
Die beiden mittelsächsischen Beigeordneten sind Stellvertreter des Landrates und vertreten ihn in ihrem Geschäftskreis. Beigeordneten werden durch den Kreistag für eine Amtszeit von sieben Jahren gewählt und sind hauptamtliche Beamte auf Zeit.
- 1. Beigeordneter: Lothar Beier (CDU) (* 1957), Geschäftskreis: Kreisentwicklung, Umwelt und Technik, seit Dezember 2014
- 2. Beigeordneter: Jörg Höllmüller (CDU) (* 1960), Geschäftskreis: Ordnung, Soziales und Gesundheit, seit September 2015

### Wappen
Um ein Wappen für den neu entstandenen Kreis zu finden, wurden Anfang September 2008 vom Landrat die Heraldische Gesellschaft „Schwarzer Löwe“ in Leipzig und das Grafikstudio Eberhard Heinicker aus Geringswalde beauftragt, verschiedene Entwürfe vorzulegen. Es wurden insgesamt sechs verschiedene Vorschläge eingereicht, wobei drei davon in jeweils zwei Farbvarianten gemacht wurden. Am 10. Juni 2009 beschloss der Kreistag die Annahme eines Entwurfs der Heraldischen Gesellschaft „Schwarzer Löwe“. Das Wappen ist geviert. Vorne rechts in Feld 1 aus Sicht des Schildträgers steht der Meißner Löwe (schwarz auf gelbem Grund) für die Markgrafschaft Meißen, der die drei alten Kreise angehörten. Vorne links in Feld 2 befindet sich (gelb auf schwarzem Grund) das Bergeisen, welches für den alten Kreis Freiberg und die Bergbauregion steht. Hinten rechts oder unten in Feld 3 zeigt der Entwurf drei blaue Wellen auf gelbem Grund, die dem alten Kreiswappen des Kreises Mittweida entnommen sind und hinten links in Feld 4 sind drei schwarze Wecken auf gelbem Grund zu sehen, die dem Wappen der Leisnig aus dem ehemaligen Landkreis Döbeln entlehnt sind.

## Wirtschaft
Im Zukunftsatlas 2016 belegte der Landkreis Mittelsachsen Platz 332 von 402 Landkreisen, Kommunalverbänden und kreisfreien Städten in Deutschland und zählt damit zu den Regionen mit „Zukunftsrisiken“. Der Zukunftsatlas 2019 listet den Landkreis Mittelsachsen leicht verschlechtert auf Rang 336, der von 2022 jedoch wieder erhöht auf 327, was die erste Hochstufung seit Gründung des Landkreises ist.
Der Landkreis wird durch einen Branchenmix geprägt, u. a.:
- Halbleiter- und Solarindustrie
- Holz-, Papier und Druckindustrie
- Landwirtschaft und Nahrungsmittelindustrie
- Maschinen- und Fahrzeugbau, Automobilzulieferer
- Elektrotechnik und Elektronik
- Handwerk und Kunsthandwerk
- Tourismus

## Verkehr

### Straße
Der Landkreis wird durch drei Autobahnen erschlossen, die  als Hauptmagistrale zwischen Ost und West, die   zweigt nach Nordwesten ab. Im äußersten Westen tangiert die   den Landkreis. Des Weiteren führen die Bundesstraßen  ,  ,  ,  ,  ,  ,  ,  ,  und Staatsstraßen durch den Landkreis.

### Eisenbahn
Mit den Strecken Dresden–Freiberg–Chemnitz–Werdau, Riesa–Döbeln–Chemnitz, Neukieritzsch–Chemnitz und Borsdorf–Döbeln–Coswig führen vier Hauptbahnen durch den Landkreis Mittelsachsen.
Im Schienenpersonenfernverkehr halten lediglich 2 Züge der IC-Linie 17 auf der Relation Chemnitz – Dresden – Berlin (– Rostock – Warnemünde) pro Tag und Richtung in Freiberg, ansonsten ist sämtlicher Fernverkehr nur mit Umstieg in Dresden Hbf, Riesa, Elsterwerda oder Leipzig Hbf zu erreichen. Die bis 2014 noch bestehende überregionale Verbindung Dresden–Nürnberg über Freiberg und Flöha, zuletzt als IRE "Franken-Sachsen-Express" vermarktet, wurde in Hof gebrochen, um fortan zwischen Dresden, Freiberg, Flöha und Hof mit elektrischer Traktion und barrierefreien Fahrzeugen fahren zu können. Mit Zügen des Nahverkehrs sind vom Landkreis Mittelsachsen aus neben den vorgenannten Fernverkehrsbahnhöfen auch Oberzentren wie Chemnitz, Zwickau, Plauen und Hof erreichbar, aber auch regionale Ziele wie beispielsweise Olbernhau, Annaberg-Buchholz und Grimma. Die Kreisstadt Freiberg ist zudem in der Hauptverkehrszeit das Netz der S-Bahn Dresden eingebunden. Burgstädt, Mittweida, Frankenberg und Hainichen sind in das Chemnitzer Modell integriert und werden durch die City-Bahn Chemnitz bedient.
Das einst umfangreiche Schienennetz wurde noch vor der Kreisreform 2008 von der Deutschen Bahn erheblich ausgedünnt. Ganze Eisenbahnknoten wie beispielsweise Rochlitz mit den Strecken Glauchau–Rochlitz–Wurzen, Rochlitz–Penig und Waldheim–Rochlitz wurden stillgelegt. Andere Knoten wie Nossen und Freiberg büßten erheblich an Bedeutung ein. Heute sind mit den Strecken Nossen–Holzhau, Berthelsdorf–Brand-Erbisdorf, Flöha–Marienberg, Pockau-Lengefeld–Neuhausen, Hainichen–Niederwiesa und Hartmannsdorf–Wittgensdorf noch einige Nebenstrecken im Erzgebirge und Erzgebirgsvorland in Betrieb, auch wenn nicht alle Abschnitte regelmäßig im Personenverkehr bedient werden. Teilweise werden diese Strecken durch nichtbundeseigene Eisenbahninfrastrukturunternehmen vorgehalten.
Das gesamte Kreisgebiet liegt im Verkehrsverbund Mittelsachsen.

### Luftverkehr
In der Nähe von Großschirma, in der Gemarkung Langhennersdorf gibt es einen Sonderlandeplatz. Nahegelegene Verkehrsflughäfen sind Flughafen Leipzig/Halle (ca. 58 km), Flughafen Dresden (ca. 28 km) und Leipzig-Altenburg Airport (ca. 15 km – jeweils vom Punkt der geringsten Entfernung an der Landkreisgrenze gemessen).

### Schifffahrt
Im Landkreis gibt es keine im Sinne der gewerblichen Binnenschifffahrt schiffbaren Gewässer. Lediglich touristische Fahrgastschifffahrt auf der Talsperre Kriebstein ist hier zu erwähnen.

## Gesundheitswesen

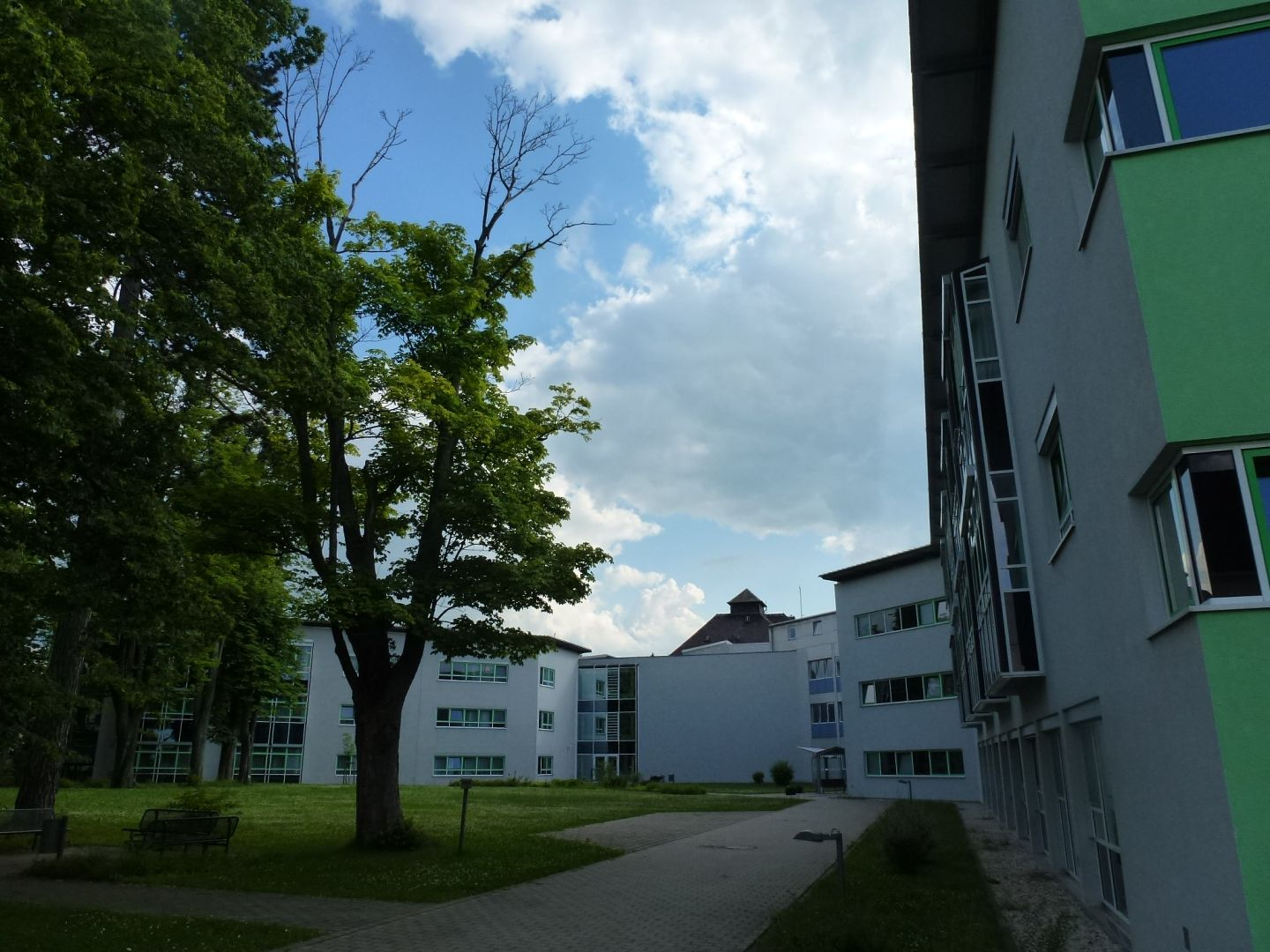
Krankenhaus in Mittweida

### Krankenhäuser
Die Kreiskrankenhaus Freiberg gGmbH ist eines von zehn Krankenhäusern der Schwerpunktversorgung in Sachsen mit 365 Betten. Hauptgesellschafter ist der Landkreis, weiterer Gesellschafter die Sana Kliniken AG. Das Krankenhaus besitzt eine zertifizierte Stroke Unit (Schlaganfallzentrum). Seit 1996 bilden die Krankenhäuser in Mittweida, Frankenberg und Rochlitz die Landkreis Mittweida Krankenhaus gGmbH, eine Krankenhausgesellschaft der Regelversorgung mit 360 Betten und einem zertifizierten Brustzentrum. Ende 2013 wurde der Krankenhausbetrieb in Frankenberg eingestellt. 2010 wurden beide Krankenhausgesellschaften Lehrkrankenhaus der medizinischen Fakultät der Technischen Universität Dresden.
Das DIAKOMED – Diakoniekrankenhaus Chemnitzer Land in Hartmannsdorf (Träger: DIAKOMED gGmbH), das Klinikum Döbeln (Träger: Dr. med. Ralf Lange Krankenhausbetriebe GmbH) und das Helios-Krankenhaus Leisnig sind weitere Regelversorger mit 250, 195 bzw. 175 Betten.
Zudem gibt es mit der Klinik am Tharandter Wald (privater Träger: Rehabilitationszentrum Niederschöna GmbH) und dem Fachkrankenhaus für Psychiatrie und Psychotherapie Bethanien Hochweitzschen zwei Fachkrankenhäuser.
In Schönborn-Dreiwerden betreibt die Sozialpsychiatrie des Klinikums Chemnitz in einem Vierseitenhof die Therapiestätte „Kastanienhof Rossau“.
| Krankenhaus                                                                 | Ort                                         | Adresse                                   | Versorgungsstufe      | Fachgebiete | Anzahl Betten | Bemerkung |
| --------------------------------------------------------------------------- | ------------------------------------------- | ----------------------------------------- | --------------------- | --- | ------------- | --- |
| Kreiskrankenhaus Freiberg gGmbH                                             | Universitäts- und Große Kreisstadt Freiberg | Donatsring 20, 09599 Freiberg             | Schwerpunktversorgung | - Augenheilkunde - Chirurgie - Frauenheilkunde und Geburtshilfe - Hals-Nasen-Ohrenheilkunde - Innere Medizin und Allgemeinmedizin (inkl. Palliativstation und inkl. Akutgeriatrie) - Kinder- und Jugendmedizin - Neurologie - Urologie | 360           | Eigentümer: 74 % Landkreis Mittelsachsen, 26 % Sana Kliniken AG Lehrkrankenhaus der medizinischen Fakultät der Technischen Universität Dresden |
| Landkreis Mittweida Krankenhaus gGmbH                                       | Hochschul- und Große Kreisstadt Mittweida   | Hainichener Straße 4 – 6, 09648 Mittweida | Regelversorgung       | - Chirurgie - Frauenheilkunde und Geburtshilfe - Innere Medizin und Allgemeinmedizin (inkl. Palliativstation) - Kinder- und Jugendmedizin - Kinder- u. Jugendpsychiatrie u. -psychotherapie                                            | 195           | Eigentümer: 100 % Landkreis Mittelsachsen, Lehrkrankenhaus der medizinischen Fakultät der Technischen Universität Dresden                      |
| Klinikum Döbeln GmbH                                                        | Große Kreisstadt Döbeln                     | Sörmitzer Str. 10, 04720 Döbeln           | Regelversorgung       | - Chirurgie - Frauenheilkunde - Innere Medizin und Allgemeinmedizin - Urologie | 195           | Träger: Dr. med. Ralf Lange Krankenhausbetriebe GmbH                                                                                           |
| Klinik am Tharandter Wald                                                   | Gemeinde Halsbrücke                         | Herzogswalder Straße 1, 09633 Halsbrücke  | Fachkrankenhaus       | - Neurologie - Neurologische Frühreha Phase B inkl. Beatmungsentwöhnung | 30            | Träger: Rehabilitationszentrum Niederschöna GmbH                                                                                               |
| Helios Klinik Leisnig                                                       | Stadt Leisnig                               | Colditzer Straße 48, 04703 Leisnig        | Regelversorgung       | - Chirurgie - Innere Medizin und Allgemeinmedizin - Kinder- und Jugendmedizin | 175           | Träger: Helios Kliniken GmbH |
| DIAKOMED – Diakoniekrankenhaus Chemnitzer Land                              | Gemeinde Hartmannsdorf                      | Limbacher Straße 19b, 09232 Hartmannsdorf | Regelversorgung       | - Chirurgie - Frauenheilkunde und Geburtshilfe - Innere Medizin und Allgemeinmedizin | 210           | Träger: DIAKOMED gGmbH |
| Fachkrankenhaus für Psychiatrie und Psychotherapie Bethanien Hochweitzschen | Großgemeinde Großweitzschen                 | Hochweitzschen 1, 04720 Großweitzschen    | Fachkrankenhaus       | - Psychiatrie und Psychotherapie | 121           | Träger: Ev. Diakoniegesellschaft Mitteldeutschland gGmbH                                                                                       |

### Rettungsdienst
Der bodengebundene Rettungsdienst wird im Auftrag des Landkreises durchgeführt. Hierzu stellt er Fahrzeuge (19 Krankentransportwagen, 31 Rettungswagen und 7 Notarzteinsatzfahrzeuge), welche er in ebenfalls gestellten 17 Rettungswachen stationiert. Für die Verteilung und Vorhaltezeiten ist die Abteilung Ordnung, Sicherheit und Veterinärwesen im Landratsamt in Freiberg zuständig. Eine Besonderheit ist die 18. Rettungswache in Frauenstein, welche zwar auf dem Gebiet des Landkreises Mittelsachsen steht, jedoch vom benachbarten Landkreis Sächsische Schweiz-Osterzgebirge betrieben wird. Dies ist mit der ursprünglich angedachten anderen Zuordnung zu eben diesem Landkreis entstanden, mittelfristig soll der Standort in den Nachbarkreis verlegt werden. Leistungserbringer sind derzeit das Deutsche Rote Kreuz, der Malteser Hilfsdienst und die Johanniter-Unfall-Hilfe. Das Gebiet ist in sechs Rettungswachenbereiche aufgeteilt. Dies sind „Nordwest“ mit den Rettungswachen Rochlitz, Penig und Geringswalde, „Mitte“ mit den Rettungswachen Hainichen, Mittweida und Frankenberg, „Ost“ mit den Rettungswachen Freiberg, Mulda, Dittmannsdorf, Clausnitz und Brand-Erbisdorf, „Süd“ mit den Rettungswachen Flöha (Standort eines S-RTW) und Eppendorf, „West“ mit der Rettungswache Burgstädt und „Nord“ mit den Rettungswachen Döbeln, Leisnig und Naußlitz.
Bis Ende 2019 wurden folgende Fahrzeuge vorgehalten:
| Rettungswache   | Bereich  | Hilfsorganisation       | Anzahl NEF | Anzahl RTW | Anzahl KTW |
| --------------- | -------- | ----------------------- | ---------- | ---------- | ---------- |
| Rochlitz        | Nordwest | Johanniter-Unfall-Hilfe | 0          | 1          | 3          |
| Penig           | Nordwest | Johanniter-Unfall-Hilfe | 0          | 2          | 1          |
| Geringswalde    | Nordwest | Johanniter-Unfall-Hilfe | 0          | 1          | 0          |
| Hainichen       | Mitte    | Deutsches Rotes Kreuz   | 0          | 2          | 4          |
| Mittweida       | Mitte    | Deutsches Rotes Kreuz   | 1          | 2          | 1          |
| Frankenberg     | Mitte    | Deutsches Rotes Kreuz   | 0          | 2          | 1          |
| Freiberg        | Ost      | Malteser Hilfsdienst    | 2          | 3          | 4          |
| Mulda           | Ost      | Malteser Hilfsdienst    | 0          | 1          | 1          |
| Dittmannsdorf   | Ost      | Malteser Hilfsdienst    | 0          | 1          | 0          |
| Clausnitz       | Ost      | Malteser Hilfsdienst    | 0          | 1          | 0          |
| Brand-Erbisdorf | Ost      | Malteser Hilfsdienst    | 0          | 1          | 0          |
| Flöha           | Süd      | Johanniter-Unfall-Hilfe | 1          | 3          | 2          |
| Eppendorf       | Süd      | Johanniter-Unfall-Hilfe | 0          | 1          | 0          |
| Burgstädt       | West     | Malteser Hilfsdienst    | 0          | 2          | 3          |
| Hartmannsdorf   | West     | Malteser Hilfsdienst    | 1          | 0          | 0          |
| Döbeln          | Nord     | Deutsches Rotes Kreuz   | 1          | 1          | 3          |
| Leisnig         | Nord     | Deutsches Rotes Kreuz   | 1          | 1          | 1          |
| Naußlitz        | Nord     | Deutsches Rotes Kreuz   | 0          | 1          | 0          |

## Bildung
Im Landkreis existieren zwei Hochschulen, die TU Bergakademie Freiberg und die Hochschule Mittweida (FH). Zudem 13 Berufliche Schulen, 13 Gymnasien, 14 Förderschulen, 29 Oberschulen und 73 Grundschulen.

## Städte und Gemeinden
Dem Landkreis gehören 52 Kommunen an (Einwohnerzahlen vom 31. Dezember 2024):
Städte
1. Augustusburg (4379)
2. Brand-Erbisdorf, Große Kreisstadt (8797)
3. Burgstädt (10.413)
4. Döbeln, Große Kreisstadt (23.819)
5. Flöha, Große Kreisstadt (10.183)
6. Frankenberg/Sa. (13.659)
7. Frauenstein (2656)
8. Freiberg, Große Kreisstadt (41.519)
9. Geringswalde (4066)
10. Großschirma (5217)
11. Hainichen, Große Kreisstadt (8255)
12. Hartha (6503)
13. Leisnig (8028)
14. Lunzenau (3880)
15. Mittweida, Große Kreisstadt (13.839)
16. Oederan (7569)
17. Penig (8059)
18. Rochlitz, Große Kreisstadt (5549)
19. Roßwein (7149)
20. Sayda (1659)
21. Waldheim (8989)

Gemeinden
1. Altmittweida (1876)
2. Bobritzsch-Hilbersdorf (5647)
3. Claußnitz (2905)
4. Dorfchemnitz (1435)
5. Eppendorf (3787)
6. Erlau (3093)
7. Großhartmannsdorf (2359)
8. Großweitzschen (2643)
9. Halsbrücke (4999)
10. Hartmannsdorf (4382)
11. Jahnatal (4702)
12. Königsfeld (1377)
13. Königshain-Wiederau (2479)
14. Kriebstein (1956)
15. Leubsdorf (3178)
16. Lichtenau (6912)
17. Lichtenberg/Erzgeb. (2624)
18. Mühlau (2094)
19. Mulda/Sa. (2358)
20. Neuhausen/Erzgeb. (2448)
21. Niederwiesa (4712)
22. Oberschöna (3157)
23. Rechenberg-Bienenmühle (1759)
24. Reinsberg (2777)
25. Rossau (3302)
26. Seelitz (1630)
27. Striegistal (4570)
28. Taura (2285)
29. Wechselburg (1722)
30. Weißenborn/Erzgeb. (2425)
31. Zettlitz (651)

Verwaltungsgemeinschaften
1. Verwaltungsgemeinschaft Burgstädt mit den Mitgliedsgemeinden Burgstädt, Mühlau und Taura
2. Verwaltungsgemeinschaft Lichtenberg-Weißenborn mit den Mitgliedsgemeinden Lichtenberg/Erzgeb. (VG-Sitz) und Weißenborn/Erzgeb.
3. Verwaltungsgemeinschaft Mittweida mit den Mitgliedsgemeinden Altmittweida und Mittweida
4. Verwaltungsgemeinschaft Rochlitz mit den Mitgliedsgemeinden Königsfeld, Rochlitz, Seelitz und Zettlitz
5. Verwaltungsgemeinschaft Sayda/Dorfchemnitz mit den Mitgliedsgemeinden Dorfchemnitz und Sayda (VG-Sitz)

### Gebietsveränderungen im Landkreis
| Datum      | AGS      | Gemeinde           | Änderung         | AGS      | aufnehmende Gemeinde   |
| ---------- | -------- | ------------------ | ---------------- | -------- | ---------------------- |
| 01.07.2011 | 14522100 | Ebersbach          | Eingliederung in | 14522080 | Döbeln, Stadt          |
| 01.10.2011 | 14522130 | Falkenau           | Eingliederung in | 14522140 | Flöha, Stadt           |
| 01.01.2012 | 14522160 | Frankenstein       | Eingliederung in | 14522440 | Oederan, Stadt         |
| 01.01.2012 | 14522040 | Bockelwitz         | Eingliederung in | 14522310 | Leisnig, Stadt         |
| 01.01.2012 | 14522030 | Bobritzsch         | Neubildung zu    | 14522035 | Bobritzsch-Hilbersdorf |
| 01.01.2012 | 14522270 | Hilbersdorf        | Neubildung zu    | 14522035 | Bobritzsch-Hilbersdorf |
| 01.01.2013 | 14522610 | Ziegra-Knobelsdorf | Umgliederung in  | 14522080 | Döbeln, Stadt          |
| 01.01.2013 | 14522610 | Ziegra-Knobelsdorf | Umgliederung in  | 14522570 | Waldheim, Stadt        |
| 01.01.2013 | 14522410 | Niederstriegis     | Eingliederung in | 14522510 | Roßwein, Stadt         |
| 01.01.2016 | 14522370 | Mochau             | Eingliederung in | 14522080 | Döbeln, Stadt          |
| 01.01.2023 | 14522450 | Ostrau             | Neubildung zu    | 14522275 | Jahnatal               |
| 01.01.2023 | 14522620 | Zschaitz-Ottewig   | Neubildung zu    | 14522275 | Jahnatal               |

### Partnerschaften
| - Landkreis Calw, Baden-Württemberg (3. Oktober 1991) - Powiat Gliwicki, Polen (23. August 2004) - Landkreis Starnberg, Bayern |

## Kultur
Im Landkreis ist das Mittelsächsische Theater mit Spielstätten in Freiberg und Döbeln beheimatet. Der Landkreis ist mit zahlreichen Sakralbauten von kunsthistorischem Wert ausgestattet (siehe Liste von Sakralbauten im Landkreis Mittelsachsen), unter anderem enthält dieser Landkreis die größte Zahl der von Gottfried Silbermann geschaffenen und noch erhaltenen Orgeln.

## Kfz-Kennzeichen
Am 1. August 2008 wurde dem Landkreis das seit dem 1. Januar 1991 für den Landkreis Freiberg gültige Unterscheidungszeichen FG zugewiesen. Die Entscheidung darüber, es beim Unterscheidungszeichen FG an Stelle der auch möglichen MSN und MFG zu belassen, fiel am 29. Oktober 2008 in einer Abstimmung im neuen Kreistag mit knapper Mehrheit von 44 zu 40 Stimmen. Dagegen gab es große Widerstände. Rocco Werner, Döbelner Geschäftsmann und Vorsitzender der Döbelner FDP, gründete die Bürgerinitiative Pro MSN. Ziel der Initiative war es, mittels einer Unterschriftensammlung einen Bürgerentscheid über das Kennzeichen MSN zu erreichen. Anfang März 2009 gründeten der Freiberger FDP-Vorsitzende Benjamin Karabinski, der Vorsitzende der JU Mittelsachsen, Sebastian Hamann, und der Techniker Steffen Fischer in Freiberg eine überparteiliche Initiative zum Erhalt des Kennzeichens FG. Die Initiatoren reagierten damit auf die wiederholte Forderung der MSN-Befürworter, ohne Bürgerbeteiligung das Kürzel MSN festzulegen. Für diesen Fall drohte die Initiative Pro FG mit einem eigenen Bürgerbegehren zur Umbenennung in Landkreis Freiberg.
Der Kreistag entschied daraufhin am 11. März 2009, alle Mittelsachsen bei einem Bürgerentscheid am 7. Juni 2009 über das Autokennzeichen abstimmen zu lassen. Sechs Kreisräte – darunter Freibergs Oberbürgermeister Bernd-Erwin Schramm (parteilos) – enthielten sich dabei der Stimme. Bei einer Wahlbeteiligung von 56,67 % stimmten am 7. Juni 2009 52,67 % der Wähler gegen das Kennzeichen MSN und damit für die Beibehaltung des Kennzeichens FG.
Seit dem 9. November 2012 sind aufgrund der Kennzeichenliberalisierung die Unterscheidungszeichen BED (Brand-Erbisdorf), DL (Döbeln), FLÖ (Flöha), HC (Hainichen), MW (Mittweida) und RL (Rochlitz) erhältlich.

## Trivia
Der Landkreis Mittelsachsen ist zusammen mit dem Landkreis Mecklenburgische Seenplatte derjenige mit der höchsten Anzahl ehemaliger Kreisstädte in Deutschland. Es sind insgesamt sechs (in Klammern das Jahr des Verlusts des Kreisstadtstatus und das jeweilige Kfz-Kennzeichen).
Diese sind:
1. Brand-Erbisdorf (1994) (BED)
2. Döbeln (2008) (DL)
3. Flöha (1994) (FLÖ)
4. Hainichen (1994) (HC)
5. Mittweida (2008) (MW)
6. Rochlitz (1994) (RL)

Die Stadt Siebenlehn wurde als erste Stadt Sachsens in eine Landgemeinde eingemeindet. Großschirma erhielt damit auch das Stadtrecht.
Am 23. September 2008 erhielt die Region Freiberg den von der Bundesregierung verliehenen Titel „Ort der Vielfalt“.